# Профондвиль
Профондви́ль (фр. Profondeville, валлон. Parfondveye) — коммуна в Валлонии, расположенная в провинции Намюр, округ Намюр. Принадлежит Французскому языковому сообществу Бельгии. На площади 50,34 км² проживают 11 367 человек (плотность населения — 226 чел./км²), из которых 49,13 % — мужчины и 50,87 % — женщины. Средний годовой доход на душу населения в 2003 году составлял 12 833 евро.
Почтовый код: 5170. Телефонный код: 081.

## Города-побратимы
- Рокебрюн — Кап-Мартен, Франция